# 20th Special YOSHII KAZUYA SUPER LIVE
『20th Special YOSHII KAZUYA SUPER LIVE』は吉井和哉のライブ・DVD。

## 解説
2013年12月28日に行われたマリンメッセ福岡公演を収録。YOSHII BEANSに続く、会員限定販売品。

## 収録曲
1. Romantist Taste
  - THE YELLOW MONKEYの1枚目のシングルのセルフカバー
2. 楽園
  - THE YELLOW MONKEYの11枚目のシングルのセルフカバー
3. 点描のしくみ
4. SIDE BY SIDE
5. BLACK COCK'S HORSE
6. 花吹雪
  - THE YELLOW MONKEY5枚目のアルバムのセルフカバー
7. HEARTS
8. バッカ
9. BEAUTIFUL
10. 球根
  - THE YELLOW MONKEYの14枚目のシングルのセルフカバー
11. シュレッダー
12. マンチー
13. WEEKENDER
14. LOVE LOVE SHOW
  - THE YELLOW MONKEYの12枚目のシングルのセルフカバー
15. WINNER
16. WELCOME TO MY DOGHOUSE
  - THE YELLOW MONKEYのインディーズ・アルバムのセルフカバー
17. SUCK OF LIFE
  - THE YELLOW MONKEYの2枚目のアルバムのセルフカバー
18. ビルマニア
19. 血潮
20. HIKARETA
21. 星のブルース
22. SO YOUNG
  - THE YELLOW MONKEYの18枚目のシングルのセルフカバー
23. FINAL COUNTDOWN
24. FLOWER

## メンバー
- 吉井和哉 - ボーカル、エレクトリック・ギター、アコースティック・ギター
- 日下部正則 - エレクトリック・ギター
- 生形真一 - エレクトリック・ギター
- 三浦淳悟 - ベース
- 吉田佳史（TRICERATOPS） - ドラム
- 鶴谷崇 - キーボード